# La rumbera
Pour plus de détails, voir Fiche technique et Distribution.
La rumbera est une comédie italienne réalisée par Piero Vivarelli et sortie en 1998.
Le film est librement inspiré du roman Canción de Rachel de l'écrivain cubain Miguel Barnet publié en 1969.

## Fiche technique
- Titre original italien : La rumbera[2]
- Réalisateur : Piero Vivarelli
- Scénario : Piero Vivarelli, Patrizia Rosso
- Photographie : Roberto D'Ettorre Piazzoli
- Montage : Fernanda Indoni
- Musique : Fio Zanotti (it)
- Décors : Emilio Baldelli
- Costumes : Fiamma Bedendo
- Production : Angelo Iacono (it)
- Société de production : Zeal, RAI-Radiotelevisione Italiana
- Pays de production :  Italie
- Langue originale : italien
- Format : Couleurs - Son stéréo - 35 mm
- Durée : 95 minutes
- Genre : comédie
- Dates de sortie :
  - Italie : 1998 (visa délivré le 24 août 1998[2])

## Distribution
- Barbara Livi (it) : Rachel
- Franco Trevisi (it) : Adolfo
- Franco Interlenghi : Castillo
- Peppe Zarbo (it) : Eusebio
- Vladimir Cruz : Yarini
- Fabio Galli : Carlo
- Salvatore Borgese : Rodrigo
- Letizia Raco (it) : Ines
- Gabriella Giorgelli : Teresa
- Michèle Mercier : Rachel âgée